# Mercedes-Benz S 500
Mercedes-Benz S 500 — автомобілі, що випускаються компанією Mercedes-Benz з 1991 року. Виготовляються в кузовах седан, купе, кабріолет і лімузин. Існують такі покоління цієї моделі:
- Mercedes-Benz S (W140) (1991-1994);
- Mercedes-Benz S (W140) (1994-1996);
- Mercedes-Benz S (W140) (1996-1998);
- Mercedes-Benz S (W220) (1998-2002);
- Mercedes-Benz S (W220) (2002-2005);
- Mercedes-Benz S (W221) (2005-2009);
- Mercedes-Benz S (W221) (2009-2013);
- Mercedes-Benz S (W222) (2013-2017);
- Mercedes-Benz S (C217) (2014-2017);
- Mercedes-Benz S (A217) (2015-2017).

## Опис
S 500 має бензиновий двигун V8, об'ємом 4.7 л, потужністю 435 к.с. і крутним моментом 700 Нм при 3500 об/хв, працює в парі з семиступінчастою АКПП. Витрата палива у змішаному циклі 9,6 л/100 км, а до сотні автомобіль розганяється за 5,0 с. Максимальна швидкість 250 км/год. 

## Безпека
У 2017 році успішно тестувалися автомобілі Mercedes-Benz S-класу Страховим Інститутом Безпеки Дорожнього Руху (IIHS):
| Фронтальний удар з малим перекриттям | Фронтальний удар з середнім перекриттям | Бічна сторона | Міцність даху | Підголовники і сидіння | Фари         | Кріплення дитячих сидінь |
| ------------------------------------ | --------------------------------------- | ------------- | ------------- | ---------------------- | ------------ | ------------------------ |
| Добре                                | Добре                                   | Добре         | Добре         | Добре                  | Незадовільно | Добре                    |

## Огляд моделі

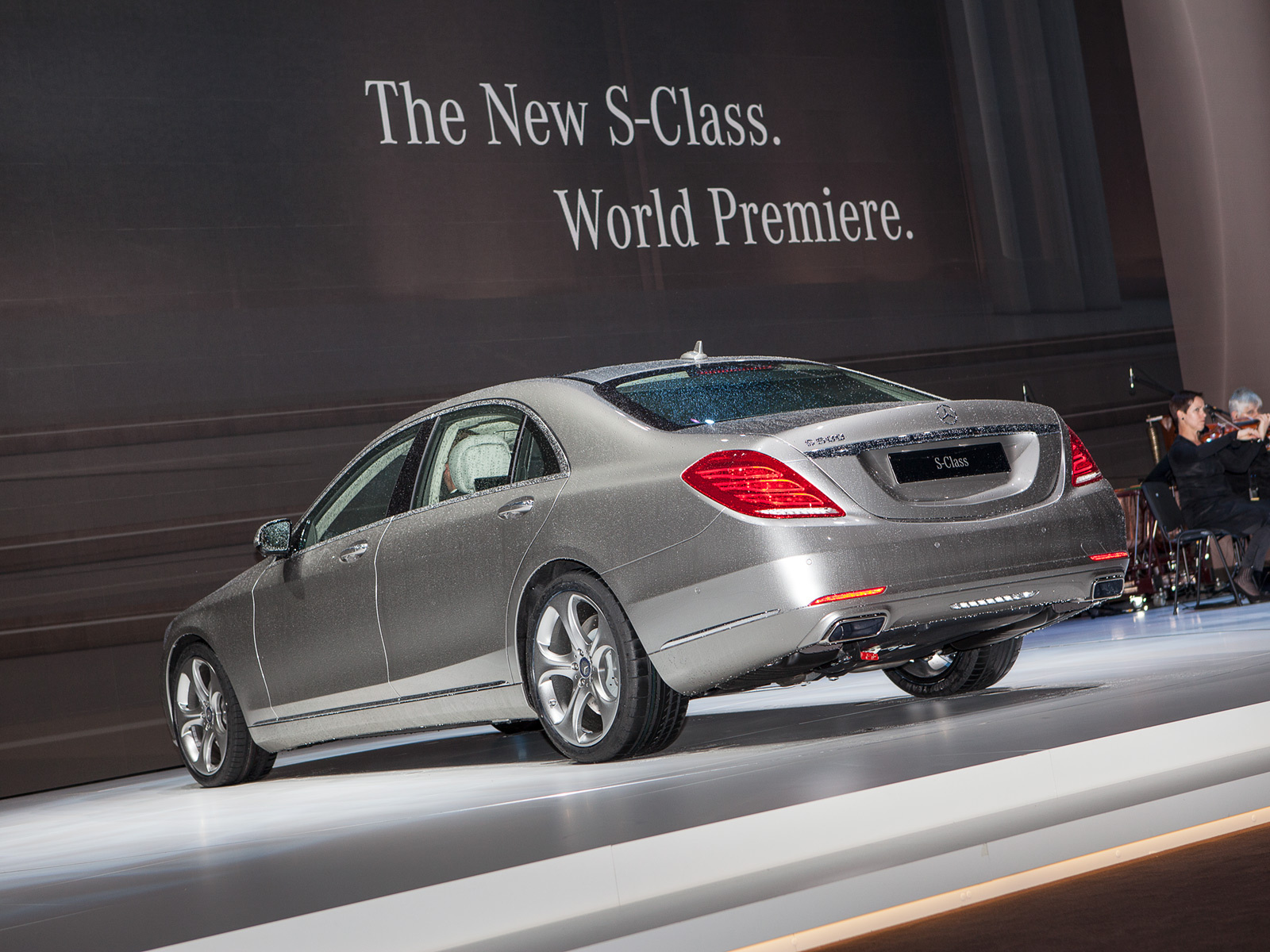
Mercedes-Benz S 500 (W222) back (2013-2017)
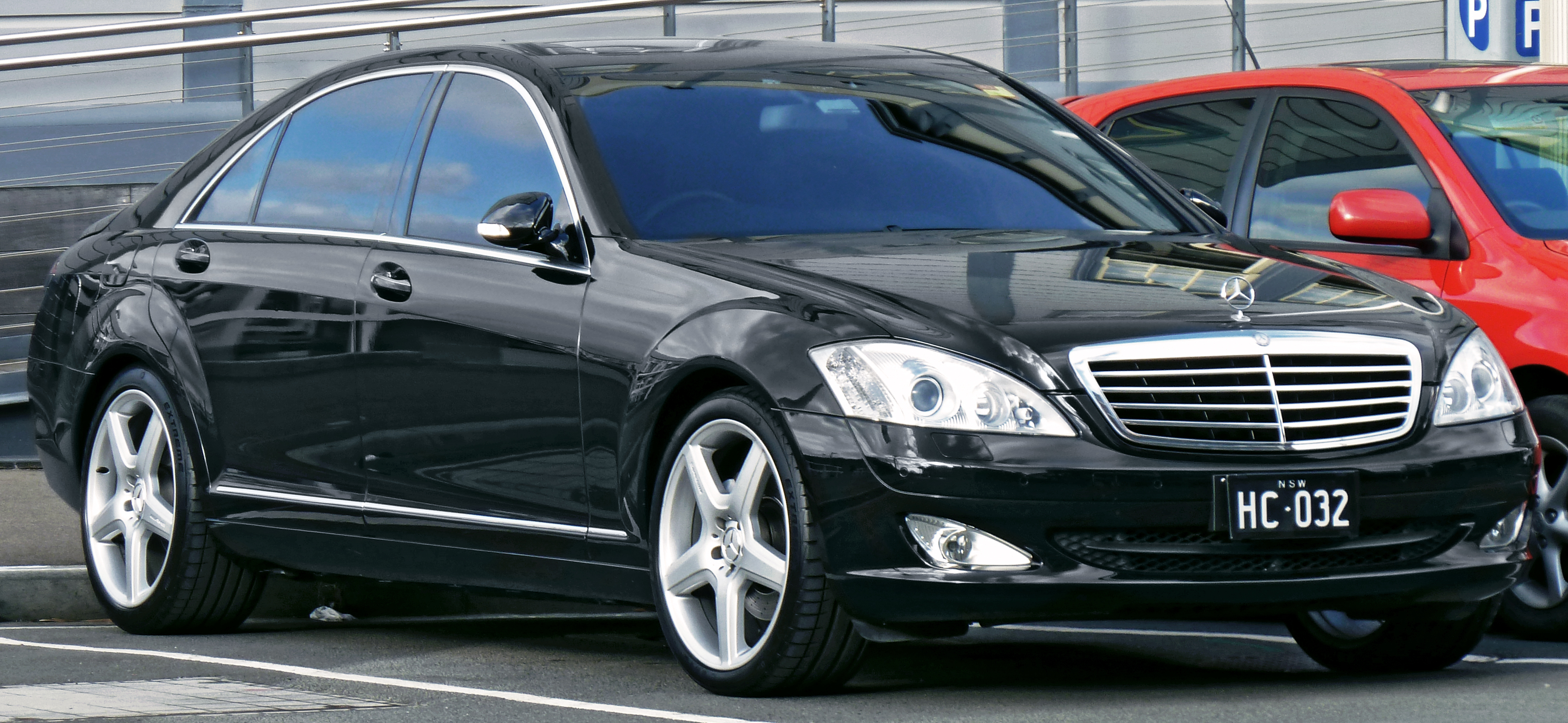
Mercedes-Benz S 500 L (V 221) front (2005-2009)
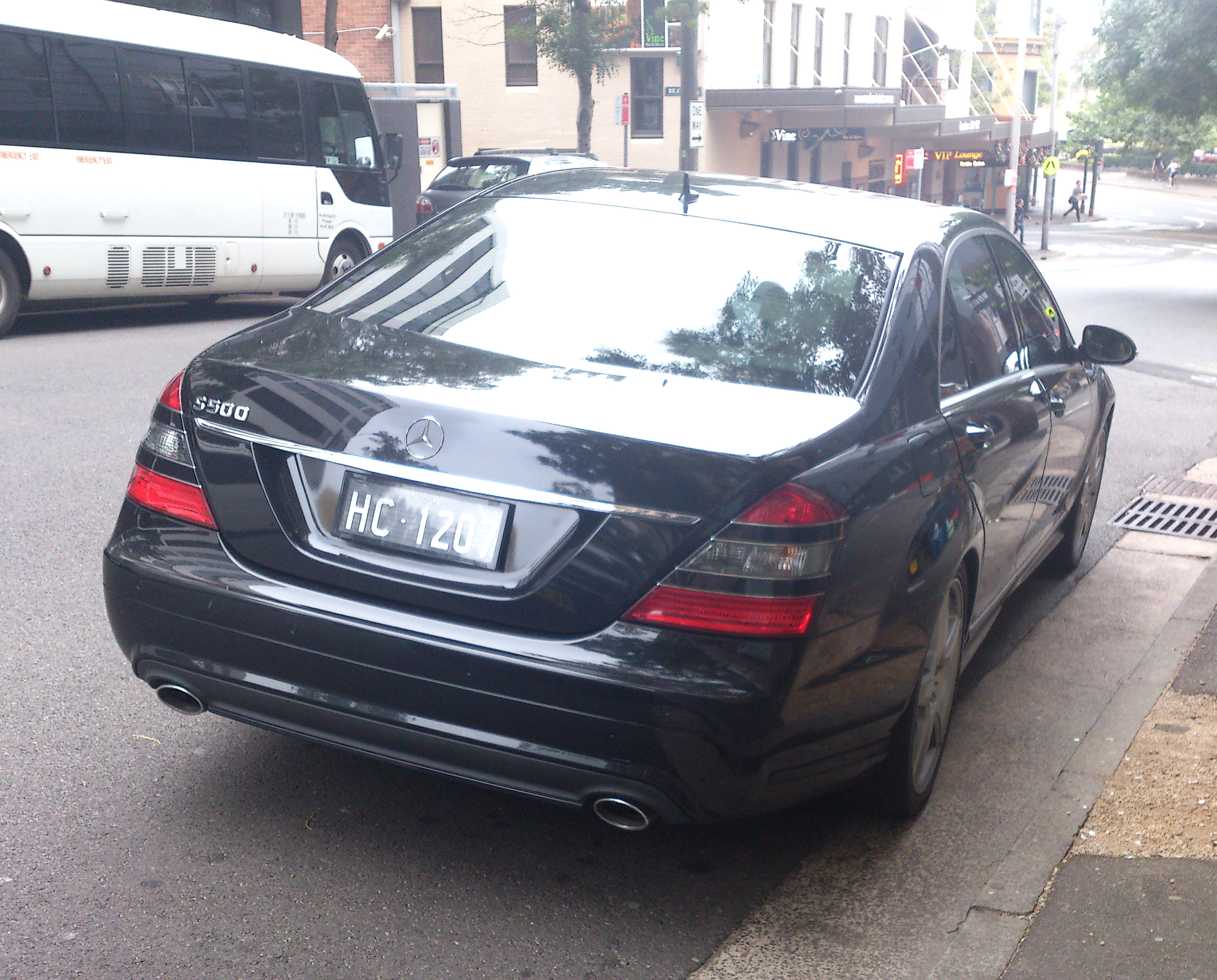
Mercedes-Benz S 500 L (V 221) back (2005-2009)